# Hieronymus von Alesani
Hieronymus von Alesani, též Jeronim Alesani nebo Girolamo Alessani (14. října 1830 Zadar – 8. února 1887 Černovice), byl rakouský politik a vysoký státní úředník, původem z Dalmácie, v 2. polovině 19. století poslanec Říšské rady a zemský prezident Bukoviny.

## Biografie
Politickou dráhu zahájil v rodné Dalmácii, kde v 60. letech patřil spolu s Aloisem von Lapennou mezi předáky politického proudu dalmatských autonomistů, tzv. autonomaši (nazývaní někdy pejorativně i talijanaši), kteří prosazovali multietnickou dalmatskou identitu a zůstávali napojení na italský kulturní okruh. Odmítal projekt sloučení Dalmácie s Chorvatskem a Slavonií. V letech 1862–1864 byl okresním hejtmanem ve Splitu, potom pracoval jako tajemník na dalmatském místodržitelství. V období let 1864–1866 zasedal jako poslanec Dalmatského zemského sněmu, kde zastupoval kurii venkovských obcí, obvod Sinj. Znovu zasedal na Dalmatském zemském sněmu v letech 1869–1870, tentokrát jako poslanec za kurii velkostatkářskou, obvod Split.
Dalmatský zemský sněm ho zvolil i za poslance Říšské rady (celostátního parlamentu), tehdy ještě nepřímo volené. 12. listopadu 1864 složil slib. Do vídeňského parlamentu se vrátil ještě v doplňovacích volbách v roce 1874, nyní za velkostatkářskou kurii v Bukovině (první voličský sbor). Slib složil 27. října 1874. V roce 1874 se uvádí jako baron Hieronymus von Alesani, advokát, bytem Černovice. List Das Vaterland ho v červenci 1879 uvádí i mezi zvolenými poslanci po volbách roku 1879. V rejstříku poslanců ale uveden není.
Později byl z Dalmácie povolán do Terstu. A od 7. července 1874 až do své smrti působil coby Zemský prezident Bukoviny (nejvyšší představitel státní správy, v jiných zemích tento post nazýván místodržícím). Český tisk uvádí, že Alesani si v této funkci získal všeobecné sympatie. V říjnu 1877 byl povýšen na barona. V této době také zasedal jako poslanec Bukovinského zemského sněmu za obvod Kicman, později za Siret. Byl mu udělen Císařský rakouský řád Leopoldův a Řád železné koruny.
Zemřel v únoru 1887 na puknutí srdce.